# Кармелита (телесериал)
«Кармели́та» — российский мелодраматический телесериал. 
Премьера сериала состоялась 10 января 2005 года на телеканале «Россия». 
Премьера второго сезона сериала под названием «Кармелита. Цыганская страсть» состоялась 4 января 2009 года. Заключительная 458-я серия вышла в эфир 19 февраля 2010 года.
Сериал имел успех у зрителей, доля его аудитории превысила 50 %.

## Сюжет
В живописный провинциальный городок, где живёт цыганский барон Рамир Зарецкий (Баро), приходит со своим табором его давний друг Бейбут. Ещё много лет назад приятели условились поженить своих детей, когда те станут старше. Миро, сын Бейбута, вовсе не прочь жениться на хорошенькой дочери Баро, Кармелите. Однако юная цыганка не желает следовать устаревшим традициям. Более того, она позволяет себе абсолютно недопустимое — влюбляется в русского юношу…

## В ролях
| Актёр                           | Роль                                                                                   |
| ------------------------------- | -------------------------------------------------------------------------------------- |
| Юлия Зимина                     | Кармелита Рамировна Зарецкая дочь Баро                                                 |
| Алексей Ильин (1 сезон)         | Максим Орлов                                                                           |
| Александр Суворов               | Миро Милёхин сын Бейбута                                                               |
| Денис Матросов                  | Антон Астахов                                                                          |
| Алёна Семёнова                  | Светлана Леонидовна Форс (в замужестве Астахова) подруга Кармелиты, дочь Леонида Форса |
| Николай Лекарев                 | Рамир Драгович Зарецкий (Баро) цыганский барон, отец Кармелиты                         |
| Ольга Жемчужная                 | Земфира Виноградова                                                                    |
| Надежда Бахтина                 | Люцита Виноградова дочь Земфиры Виноградовой                                           |
| Степан Старчиков                | Николай Андреевич Астахов бизнесмен                                                    |
| Ирина Сенотова                  | Тамара Александровна Астахова                                                          |
| Вадим Андреев (1 сезон)         | Леонид Форс адвокат                                                                    |
| Ирэна Морозова                  | Рубина Задорожная бабушка Кармелиты                                                    |
| Борис Никифоров                 | Пал Палыч                                                                              |
| Александр Фурсенко              | Бейбут вожак табора, отец Миро                                                         |
| Самад Мансуров                  | Игорь                                                                                  |
| Александр Круш                  | Сашка Кружка                                                                           |
| Александр Кольцов               | Рыч                                                                                    |
| Ирина Язвинская (1 сезон)       | Олеся                                                                                  |
| Виктор Тереля (2 сезон)         | Лекса Саппоро (в первой половине второго сезона) цыганский барон                       |
| Мария Козакова (2 сезон)        | Хитана цыганка                                                                         |
| Екатерина Жемчужная (2 сезон)   | Роза Саппоро сестра Лексы                                                              |
| Валентин Гибалтовский (2 сезон) | Банго                                                                                  |
| Максим Щёголев (2 сезон)        | Станислав Жданов сочинский бизнесмен                                                   |
| Наталия Рогоза (2 сезон)        | Дина                                                                                   |
| Константин Юдаев (2 сезон)      | Лачо                                                                                   |
| Роман Грохольский (2 сезон)     | Лекса Саппоро (во второй половине второго сезона) цыганский барон                      |
| Владимир Череповский (2 сезон)  | Стёпка                                                                                 |

## Список сезонов
| Сезон | Сезон | Название сезона              | Серии | Период трансляции               |
| ----- | ----- | ---------------------------- | ----- | ------------------------------- |
|       | 1     | Кармелита                    | 170   | 10 января — 9 сентября 2005     |
|       | 2     | Кармелита. Цыганская страсть | 288   | 4 января 2009 — 19 февраля 2010 |